# 駒弓神
駒弓神（コマユミノカミ）は、日本三代実録に記載のある馬を対象にした神。
延喜式の信濃十六牧のひとつ塩原牧が大字田澤地籍を中心に現在の青木村全体に及んでいたとされる。
駒形嶽駒弓神社に祭られている神であり、駒弓神社には、彩色された木馬が4頭、安置されている。
その昔、聖徳太子の馬は甲斐の国の黒駒で、その駒がこの神社の高嶺にとまり、善光寺如来の鎮座を待ち焦がれ仏法を守護したといわれており、善光寺如来は駒に乗り、年越しの夜に市内を巡業したという噂がある。